# Ахматово (Московская область)
Ахматово — деревня в Наро-Фоминском районе Московской области, входит в состав сельского поселения Волчёнковское. Численность постоянного населения по Всероссийской переписи 2010 года — 16 человек, в деревне числятся 4 садовых товарищества. До 2006 года Ахматово входило в состав Афанасьевского сельского округа.
Деревня расположена в юго-западной части района, примерно в 12 км к юго-востоку от города Верея, высота центра над уровнем моря 197 м. Ближайшие населённые пункты — Верховье в 1,5 км на северо-восток и Ефаново в 1,5 км на юг. В центре деревни расположен заболоченный пруд. Рядом располагается старое кладбище.

## Этимология
Достоверной информации о происхождении названия нет. По одной из версий деревня названа в честь хана Ахмата. Житель соседней деревни Верховья в 2014 году рассказал одну из легенд происхождения: деревня была отдана для проживания плененному русскими войсками воеводе по имени Ахмат. Легенда была рассказана родственниками родом из Ахматово.